# Hoa phái đảng: Sở công tác hôn nhân Joseon
Hoa phái đảng: Sở công tác hôn nhân Joseon (tiếng Hàn: 꽃파당: 조선 혼담공작소; Romaja: Kkotpadang: Joseon hondamgongjakso; phiên âm: Hoa phái đảng: Triều Tiên hôn đàm công tác sở; tên quốc tế: Flower Crew: Joseon Marriage Agency) (tên chính thức của bộ phim trên trang web của đài JTBC) là một bộ phim truyền hình Hàn Quốc năm 2019 với sự góp mặt của Kim Min-jae, Gong Seung-yeon, Seo Ji-hoon, Park Ji-hoon và Byeon Woo-seok.
Bộ phim dựa trên một cuốn tiểu thuyết cùng tên năm 2014 được viết bởi tác giả Kim Yi-rang, người đồng thời là biên kịch của bộ phim. Phim được phát sóng trên đài JTBC bắt đầu từ 16 tháng 9 năm 2019 vào khung giờ 21:30 (KST) các ngày Thứ hai và Thứ ba với độ dài là 16 tập.

## Tóm tắt
Bộ phim lấy bối cảnh giả tưởng đặt trong giai đoạn thời kỳ Joseon. Trước khi Lee Soo (Seo Ji-hoon) trở thành vua, anh vốn là một thợ rèn bình thường ở vùng nông thôn. Cuộc sống của Lee Soo đột nhiên thay đổi ở tuổi 23, khi anh trở thành Quốc vương của Joseon. Trong khi đó, mối tình đầu của Lee Soo trước khi lên ngôi là Gae-Ttong (Gong Seung-yeon) là một người phụ nữ ở tầng lớp thấp trong xã hội. Không chỉ vậy, thay vì mặc váy giống những cô gái khác đương thời, cô còn mặc quần áo của anh em trai cho dễ làm việc. Cô còn có thể làm mọi công việc mà đàn ông làm để kiếm tiền. Chính vì nền tảng khiêm tốn của Gae-ddong mà việc Quốc vương Lee Soo muốn kết hôn với cô là gần như không thể.
Để kết hôn với Gae-Ttong, Lee Soo đã thuê Hoa đảng - Sở mai mối nổi tiếng nhất Joseon. Hoa đảng này với sự dẫn dắt của 3 anh chàng đẹp trai: Ma Hoon (Kim Min-jae), Do Joon (Byeon Woo-seok) và Ko Young-Soo (Park Ji-hoon) được yêu cầu phải biến Gae-Ttong trở thành một người phụ nữ quý phái.

## Diễn viên

### Vai chính
- Kim Min-jae vai Ma Hoon[5]

Được biết đến là người đàn ông đẹp trai nhất ở Hanyang, anh cũng là người lãnh đạo và là người mai mối giỏi nhất của Hoa đảng.
- Gong Seung-yeon vai Gae-Ttong[6]

Mối tình đầu của Lee Soo. Cô có một tính cách bướng bỉnh và với thân phận thấp kém của mình luôn phải làm nhiều công việc để sinh tồn.
- Seo Ji-hoon vai Lee Soo[7]

Anh vốn là một người thợ rèn 23 tuổi trước khi bất đắc dĩ trở thành vị Quốc vương của Joseon.
- Park Ji-hoon vai Go Young-soo[8][9]

Anh là một tín đồ của thời trang, và là "tài sản" quý của Hoa đảng với tài năng có thể biến bất cứ vị khách hàng nào thành một người đẹp.
- Byeon Woo-seok vai Do Joon[10]

Người cung cấp thông tin cho Hoa đảng. Anh từng là cậu ấm của một gia đình giàu có trước khi gia đình anh gặp vấn đề về tài chính.

### Vai phụ
- Ko Won-hee vai Kang Ji-hwa
- Park Ho-san vai Ma Bong-deok (cha ruột của Ma Hoon)
- Jung Jae-sung vai Kang Mong-gu
- Lee Yoon-gun vai Moon-seok
- Jang Yoo-sang vai Kang (một người anh em trai của Gae ddong)
- Kwon So-hyun vai Das-bi
- Ha Hoe-jung vai Jang Nae-gwan
- Park Bo-mi vai Chun-sim

## Sản xuất
- Buổi đọc kịch bản đầu tiên đã được tổ chức vào tháng 4/2019 tại Tòa nhà JTBC Sangam-dong, Seoul, Hàn Quốc[11]

## Phát sóng quốc tế
- Bộ phim được phát sóng tại Nhật Bản từ ngày 23 tháng 11 năm 2020 [12]
- Tại Việt Nam, bộ phim đã được phát sóng độc quyền song song trên FPT Play và Keeng Movies. Ngoài ra, phim cũng được phát lại vào khung 12h trưa từ thứ Hai đến thứ Sáu hàng tuần trên kênh truyền hình quốc gia VTV3 bắt đầu từ ngày 10 tháng 6 năm 2020 với tên gọi Biệt đội tơ hồng. Bộ phim được phát lại trên VTV3 lúc 18h hàng ngày từ ngày 19/1/2022
- Bộ phim cũng được chiếu trên nền tảng video trực tuyến Netflix với tên gọi: Biệt đội hoa hòe: Trung tâm mai mối Joseon.

## Nhạc phim

### Phần 1
| STT | Nhan đề                 | Nghệ sĩ        | Thời lượng |
| --- | ----------------------- | -------------- | ---------- |
| 1.  | "Pin Gururu" (핑그르르) | Lee Woo (이우) | 3:35       |

### Phần 2
| STT | Nhan đề              | Nghệ sĩ               | Thời lượng |
| --- | -------------------- | --------------------- | ---------- |
| 1.  | "You" (그대였습니다) | Jeong Sewoon (정세운) | 4:07       |

### Phần 3
| STT | Nhan đề                    | Nghệ sĩ             | Thời lượng |
| --- | -------------------------- | ------------------- | ---------- |
| 1.  | "Solar Eclipse" (개기일식) | Sonnet Son (손승연) | 3:19       |

### Phần 4
| STT | Nhan đề    | Nghệ sĩ                           | Thời lượng |
| --- | ---------- | --------------------------------- | ---------- |
| 1.  | "With you" | Maktub (마크툽),Lee Raon (이라온) | 3:39       |

### Phần 5
| STT | Nhan đề                     | Nghệ sĩ              | Thời lượng |
| --- | --------------------------- | -------------------- | ---------- |
| 1.  | "Because of you" (나란사람) | Ha Sungwoon (하성운) | 4:00       |

### Phần 6
| STT | Nhan đề                            | Nghệ sĩ             | Thời lượng |
| --- | ---------------------------------- | ------------------- | ---------- |
| 1.  | "Eyes On You" (눈이 기억하는 사람) | Han Ki Joo (한기주) | 4:03       |

### Phần 7
| STT | Nhan đề                                  | Nghệ sĩ       | Thời lượng |
| --- | ---------------------------------------- | ------------- | ---------- |
| 1.  | "I draw you in my heart" (마음에 그리다) | Yesung (예성) | 4:28       |

### Phần 8
| STT | Nhan đề                                | Nghệ sĩ     | Thời lượng |
| --- | -------------------------------------- | ----------- | ---------- |
| 1.  | "Where are you from" (어디에서 왔을까) | DUNK (덩크) | 4:19       |

## Tỷ suất người xem
| Mùa | Mùa | Số tập | Số tập | Số tập | Số tập | Số tập | Số tập | Số tập | Số tập | Số tập | Số tập | Số tập | Số tập | Số tập | Số tập | Số tập | Số tập | Trung bình |
| Mùa | Mùa | 1      | 2      | 3      | 4      | 5      | 6      | 7      | 8      | 9      | 10     | 11     | 12     | 13     | 14     | 15     | 16     | Trung bình |
| --- | --- | ------ | ------ | ------ | ------ | ------ | ------ | ------ | ------ | ------ | ------ | ------ | ------ | ------ | ------ | ------ | ------ | ---------- |
|     | 1   | 968    | 784    | 816    | 693    | 632    | 624    | 657    | 611    | 644    | 699    | 552    | 582    | 635    | 722    | 655    | 703    | 686        |

| Tập | Ngày phát sóng | Tỷ lệ khán giả trung bình | Tỷ lệ khán giả trung bình |
| Tập | Ngày phát sóng | AGB Nielsen               | AGB Nielsen               |
| Tập | Ngày phát sóng | Toàn quốc                 | Seoul                     |
| --- | -------------- | ------------------------- | ------------------------- |
| 1 | 16/09/2019     | 4,278%                    | 4,983                     |
| 2 | 17/09/2019     | 3,752%                    | 4,145%                    |
| 3 | 23/09/2019     | 3,356%                    | 3,401%                    |
| 4 | 24/09/2019     | 3,496%                    | 3,997%                    |
| 5 | 30/09/2019     | 3,056%                    | 3,299%                    |
| 6 | 01/10/2019     | 3,017%                    | 3,325%                    |
| 7 | 07/10/2019     | 3,297%                    | 3,431%                    |
| 8 | 08/10/2019     | 2,984%                    | 3,185%                    |
| 9 | 14/10/2019     | 3,107%                    | 3,195%                    |
| 10 | 15/10/2019     | 3,167%                    | 3,305%                    |
| 11 | 21/10/2019     | 2,735%                    | 2.877%                    |
| 12 | 22/10/2019     | 2,899%                    | 2,757%                    |
| 13 | 28/10/2019     | 2,932%                    | 3,396%                    |
| 14 | 29/10/2019     | 3,348%                    | 3,330%                    |
| 15 | 04/11/2019     | 3,199                     | 3,361                     |
| 16 | 05/11/2019     | 3,828                     | 4,385                     |
| Trung bình | Trung bình     | 3,278%                    | 3,523%                    |
| - Số màu xanh thể hiện xếp hạng thấp nhất và số màu đỏ thể hiện xếp hạng cao nhất. - TNmS đã ngừng công khai số liệu thống kê từ tháng 6/2018. - Bộ phim này chiếu trên kênh truyền hình cáp/truyền hình trả tiền nên thường có lượng người xem tương đối nhỏ so với các kênh truyền hình miễn phí/đài phát sóng công cộng (KBS, SBS, MBC và EBS). |                |                           |                           |